# العلاقات اليابانية الهندوراسية
العلاقات اليابانية الهندوراسية هي العلاقات الثنائية التي تجمع بين اليابان وهندوراس.

## مقارنة بين البلدين
هذه مقارنة عامة ومرجعية للدولتين:
| وجه المقارنة                                              | اليابان         | هندوراس          |
| --------------------------------------------------------- | --------------- | ---------------- |
| المساحة (كم2)                                             | 377.97 ألف      | 112.49 ألف       |
| عدد السكان (نسمة)                                         | 126.79 مليون    | 9.27 مليون       |
| الكثافة السكانية (ن./كم²)                                 | 335.45          | 82.41            |
| العاصمة                                                   | طوكيو           | تيغوسيغالبا      |
| اللغة الرسمية                                             | اللغة اليابانية | اللغة الإسبانية  |
| العملة                                                    | ين ياباني       | لمبيرة هندوراسية |
| الناتج المحلي الإجمالي (بليون دولار)                      | 4.87 تريليون    | 22.98 مليار      |
| الناتج المحلي الإجمالي (تعادل القوة الشرائية) بليون دولار | 5.18 تريليون    | 41.14 مليار      |
| الناتج المحلي الإجمالي الاسمي للفرد دولار أمريكي          | 34.52 ألف       | 2.53 ألف         |
| الناتج المحلي الإجمالي للفرد دولار أمريكي                 | 36.62 ألف       | 4.91 ألف         |
| مؤشر التنمية البشرية                                      | 0.903           | 0.606            |
| رمز المكالمات الدولي                                      | +81             | +504             |
| رمز الإنترنت                                              | .jp             | .hn              |
| المنطقة الزمنية                                           | توقيت اليابان   | 00               |

## منظمات دولية مشتركة
يشترك البلدان في عضوية مجموعة من المنظمات الدولية، منها:
| علم المنظمة | اسم المنظمة                               | تاريخ انضمام اليابان | تاريخ انضمام هندوراس |
| ----------- | ----------------------------------------- | -------------------- | -------------------- |
|             | يونسكو                                    | 2 يوليو 1951         | 16 ديسمبر 1947       |
|             | الفريق المعني برصد الأرض                  | ?                    | ?                    |
|             | مؤسسة التمويل الدولية                     | 20 يوليو 1956        | 20 يوليو 1956        |
|             | المركز الدولي لتسوية المنازعات الاستشارية | 16 سبتمبر 1967       | 16 مارس 1989         |
|             | منظمة حظر الأسلحة الكيميائية              | ?                    | ?                    |
|             | مؤسسة التنمية الدولية                     | 27 ديسمبر 1960       | 23 ديسمبر 1960       |
|             | منظمة التجارة العالمية                    | ?                    | ?                    |
|             | وكالة ضمان الاستثمار متعدد الأطراف        | 12 أبريل 1988        | 30 يونيو 1992        |
|             | الاتحاد البريدي العالمي                   | ?                    | ?                    |
|             | الاتحاد الدولي للاتصالات                  | 29 يناير 1879        | 27 أكتوبر 1925       |
|             | منظمة الشرطة الجنائية الدولية             | ?                    | ?                    |
|             | الأمم المتحدة                             | 18 ديسمبر 1956       | 17 ديسمبر 1945       |
|             | البنك الدولي للإنشاء والتعمير             | 13 أغسطس 1952        | 27 ديسمبر 1945       |

## وصلات خارجية
- موقع وزارة الخارجية اليابانية
- موقع وزارة الخارجية الهندوراسية